# Lau Riman
Lau Riman is een bestuurslaag in het regentschap Karo van de provincie Noord-Sumatra, Indonesië. Lau Riman telt 274 inwoners (volkstelling 2010).